# 松崎公昭
松崎 公昭（松﨑 公昭、まつざき きみあき、1943年9月8日 - 2018年6月29日）は、日本の政治家。
衆議院議員（4期）、千葉県議会議員（3期）、柏市議会議員（3期）、総務副大臣、民主党政策調査会副会長を歴任。

## 略歴

### 生い立ち
千葉県柏市生まれ。柏市立柏第二中学校、千葉県立東葛飾高等学校（第34期生）を経て1967年に早稲田大学第一商学部を卒業。早稲田大学時代にはドキュメンタリー映画の制作に取り組み、その際の仲間に広河隆一がいる。
東京のOA機器販売会社で営業マンとして働く。退職後、父の経営する製麺業の「株式会社柏食品」に就職する。その後、柏食品とその他の系列会社を統合し「株式会社カリフ」を設立、中小企業の経営者として活動する。
1975年に柏市議会議員に31歳で初当選、以後三期12年務める（無所属）。市議会議員を務める中で地方に光が当たる政治とするには地方分権が必要であると強く想い、1987年に千葉県議会議員選挙に立候補し当選、以後三期9年務めることとなる（自由民主党→新生党）。

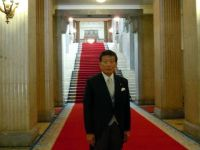
倫選特委員長時代

### 国政へ
さらに地方分権を実現するには国の仕組みを変える必要があるとの考えから1996年には新進党公認で第41回衆議院議員総選挙に挑戦し、比例南関東ブロックで当選。翌1997年に新進党が分裂したことに伴い、鹿野道彦が党首を務める国民の声に参加する。この後、国民の声が民政党、民主党へと統合していくのに伴い、新しい党へと移っていくこととなるが、常に鹿野と行動をともにしている。1998年、（新）民主党の結党に参加。2000年には民主党公認で第42回衆議院議員総選挙に立候補し衆議院議員2期目に当選。2001年9月の民主党役員人事では会計監査、第3次鳩山由紀夫「次の内閣」の総務省政治改革担当総括副大臣に就任。2003年の第43回衆議院議員総選挙で3期目に当選している。
2005年にも同党公認で第44回衆議院議員総選挙に臨むも、小泉旋風の煽りを受け落選した。2009年の第45回衆議院議員総選挙では、千葉8区で自民党の桜田義孝に約4万票の差を付け比例復活も許さず、国政に復帰した。この選挙によって民主党は政権交代した。

### 政権交代後
2010年には衆議院政治倫理の確立及び公職選挙法改正に関する特別委員会委員長に就任。同年の民主党代表選挙では小沢一郎に一票を投じる。この投票について松崎は「参議院のねじれを解消できるリーダーはどちらか、民主党を分裂させない結果をつくるにはどうしたらよいか」を考えた結果としている。
2011年民主党代表選挙では、農林水産大臣の鹿野道彦に立候補を要請し、推薦人に名を連ねる。鹿野について松崎は「十数年の鹿野さんとのお付き合いの中で、人間としての「味」「温かさ」という、今の民主党の政治家に欠けているのではないかと私が考えている資質が鹿野さんには非常に豊かであることを私は知っています。人間としての「味」「胆力」そして人間の「幅」を持」つと評価している。鹿野は敗北したものの、代表選後の素交会（鹿野グループ）結成に参加した。

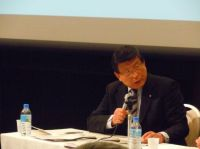
明日の安心対話集会に参加

その後同年9月に成立した野田内閣では総務副大臣に就任。総務副大臣として情報通信・放送・郵政を担当。これについて、「これまでの政治活動から、地方分権・地域主権を担当すると思ったが、郵政、放送、電波、ICT（情報通信技術）の担当になった。これらは将来の日本の成長分野なので、海外展開の目玉となるようにしていきたい」と語っている。
2012年10月の内閣改造に伴い総務副大臣を退任。民主党政策調査会副会長に就任。同年12月の第46回衆議院議員総選挙では、前回下した桜田義孝に敗れ、比例復活ならず落選。
2014年、党の「70歳定年制」を理由に政界から引退すると伝えられた。その後、その年の第47回衆議院議員総選挙において千葉8区から立候補をし、比例南関東ブロックで復活当選をした太田和美を後継者として指名。
2018年春の叙勲で旭日重光章を受章。
同年6月29日3時8分、食道がんのため千葉県柏市の病院で死去。74歳没。叙正四位。
2019年4月、三男の松崎太洋が千葉県議会議員選挙に柏市選挙区より立憲民主党公認で立候補し初当選を果たした。

## 政治的主張
- 永住外国人への地方選挙権付与に賛成[8]。
- 地方議員として長く活動してきた経験から、国から地方への財源移譲を主とした地方分権を唱えている。
- また、地方自治体と地域の住民やNPOとの協力による地域からの変革、「地域主権」論者である。

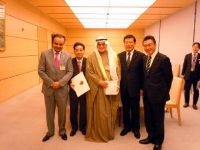
クウェート国王特使とともに

- 脱原発を主張しており、「原発再稼働に慎重な判断を求める要請文」に署名した（政務三役で署名を行ったのは松崎と農林水産副大臣の佐々木隆博のみ）[9]。
- 選択的夫婦別姓制度導入に賛同する[10]。

## 主な所属団体・議員連盟
- 日本の領土を守るため行動する議員連盟（副会長）
- つくばエクスプレス議員連盟（会長）
- 不動産団体政治連盟（千葉連絡会会長）
- 日本・ベトナム友好議員連盟（会長代行）
- 生活衛生業振興議員連盟（幹事長）
- 日本・サウジアラビア友好議員連盟（幹事長）
- 日本・クウェート友好議員連盟（幹事長）
- 民主党 日本・カタール友好議員連盟（幹事長）

## 人物

### 人物像
- 尊敬する人物は上杉鷹山、坂本龍馬。
- 座右の銘は「壮志凌雲（雲をも超える高い志を持つ）」。
- 趣味は写真、カラオケ。

## 著書
- 「自治体の政策形成」（学陽書房）